# Postures au karaté

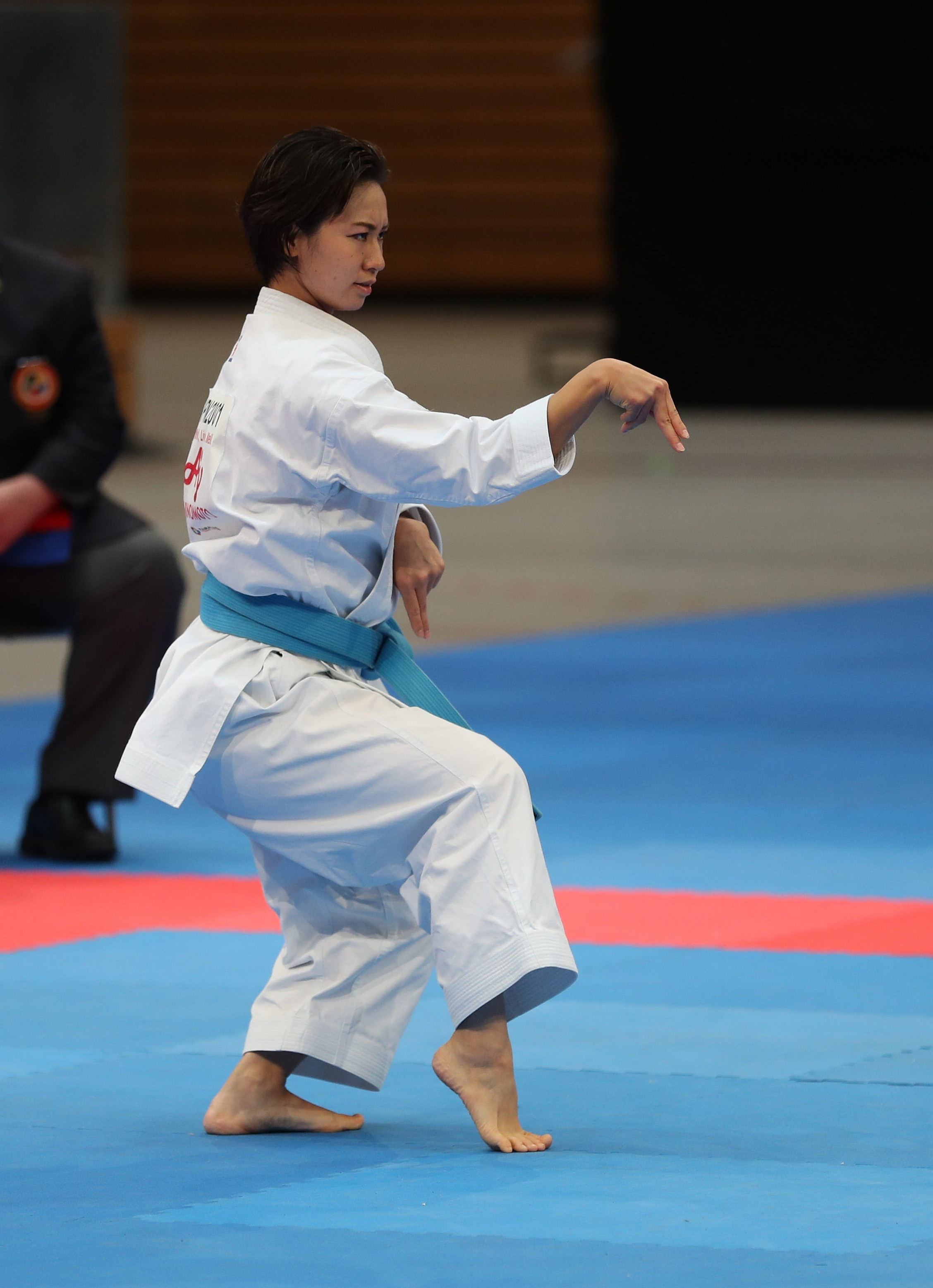
La karatéka Emiri Iwamoto en posture neko-ashi-dachi (posture du chat) lors d'une compétition de kata.

Les postures ou positions au karaté, aussi nommées en japonais tachi (dachi lorsque précédé d'un autre mot) ou shisei (parfois aussi orthographié shizei), sont les positions adoptées au niveau des jambes et des pieds pour exécuter une technique.  
Les postures permettent de canaliser l'énergie dans une direction donnée, assurant l'efficacité de la technique. Chaque posture a des usages différents : attaque, défense, esquive, etc. Le travail des postures est une recherche d'équilibre entre stabilité et mobilité, et vise à permettre de passer souplement de l'une à l'autre en fonction des besoins. L'étude des différentes postures se fait via la pratique du kihon et des kata, en vue de l'application lors du kumite. 
La plupart des postures sont communes aux différents styles de karaté, mais les détails d'exécution peuvent varier, et certaines postures sont plus courantes dans certains styles que dans d'autres. Certaines postures sont également communes à d'autres arts martiaux ou sports de combat, et sont alors souvent connues sous d'autres noms.

## Terminologie
Le terme dachi (立) signifie « posture », « être debout », et est utilisé de façon assez technique dans les noms des positions pour préciser qu'il s'agit de postures de jambes. Par exemple, teiji-dachi signifie littéralement « posture en T ».
Le terme shisei, quant à lui, désigne plus globalement l'attitude. Shi signifie « forme, silhouette » et sei signifie « impulsion, force »,, et on pourrait donc le traduire par « forme de l'impulsion ». Cette notion évoque donc de façon plus théorique la dynamique des postures et les intentions qu'elles sous-tendent (défensives, offensives, direction de l'énergie...).

## Typologie
Les postures au karaté sont généralement classées en fonction de leur hauteur : une posture est dite haute, intermédiaire ou basse selon la hauteur du centre de gravité, liée à la flexion des genoux, à l'écartement des pieds et à l'ancrage au sol. Les postures peuvent également être classées selon que le poids du corps est porté vers l'avant ou l'arrière, ou encore selon leur usage : postures cérémoniales, postures d'attente, postures de transition ou de combat. Mais la classification est alors moins claire car certaines postures peuvent appartenir à plusieurs catégories en fonction du contexte.

### Postures hautes
Les postures hautes sont souvent des postures d'attente, aussi appelées postures naturelles, ou shizentai en japonais. Ce sont généralement des positions préliminaires au combat ou de cérémonial. Certaines postures hautes sont également des postures de transition entre deux postures plus basses.
Les principales postures hautes au karaté sont les suivantes,,, :
- Heisoku-dachi (閉足立) : pieds joints
- Musubi-dachi (結び立) : talons joints, orteils pointant à 30° vers l'extérieur
- Heikō-dachi (平行立, posture parallèle) : pieds écartés de la largeur des épaules, parallèles et pointés vers l'avant
- Hachiji-dachi (八字立, posture naturelle) : pieds écartés de la largeur des épaules, pivotés chacun à 30° vers l'extérieur
- Uchi-hachiji-dachi (内八字立, posture naturelle inversée) : pieds écartés de la largeur des épaules, pivotés chacun à 30° vers l'intérieur

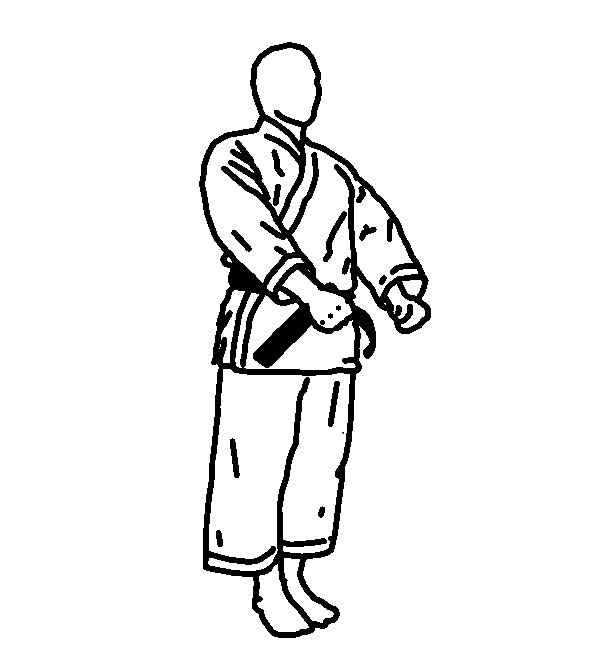
Heisoku-dachi
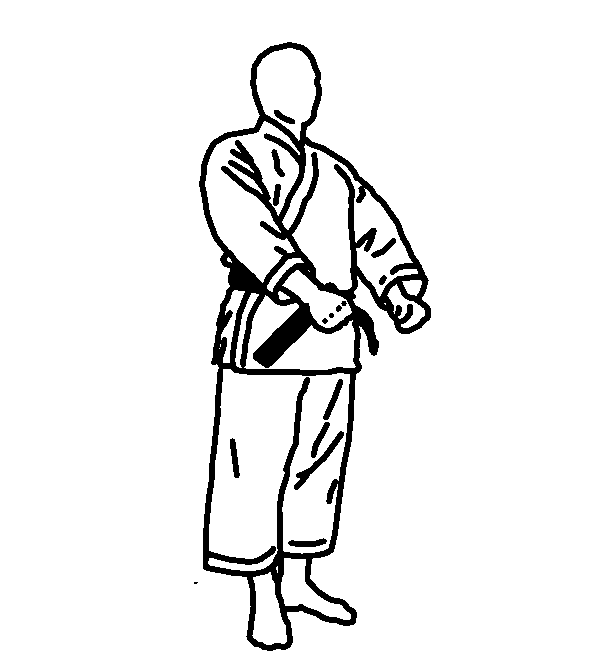
Musubi-dachi
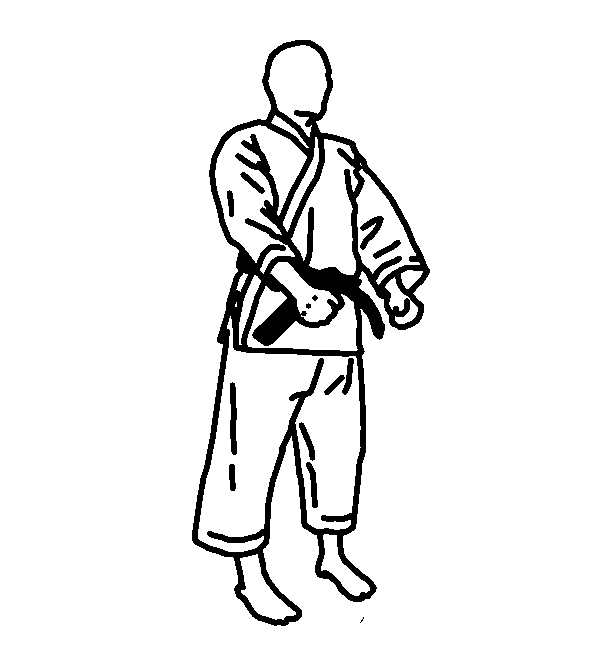
Heiko-dachi
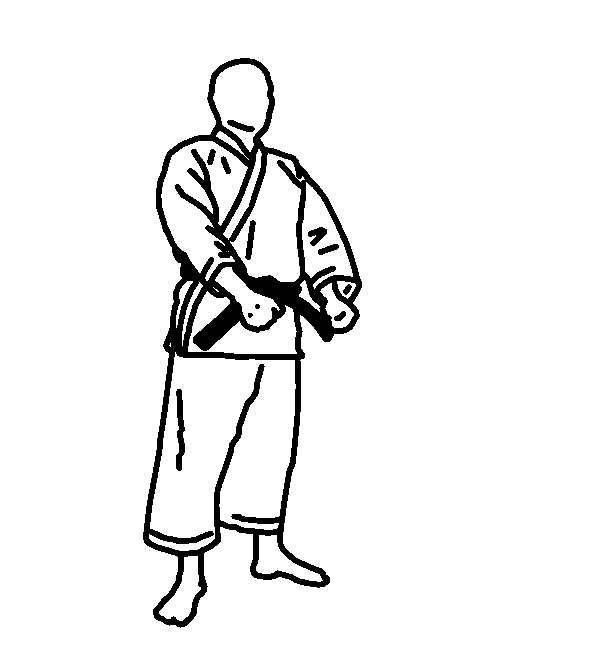
Hachiji-dachi
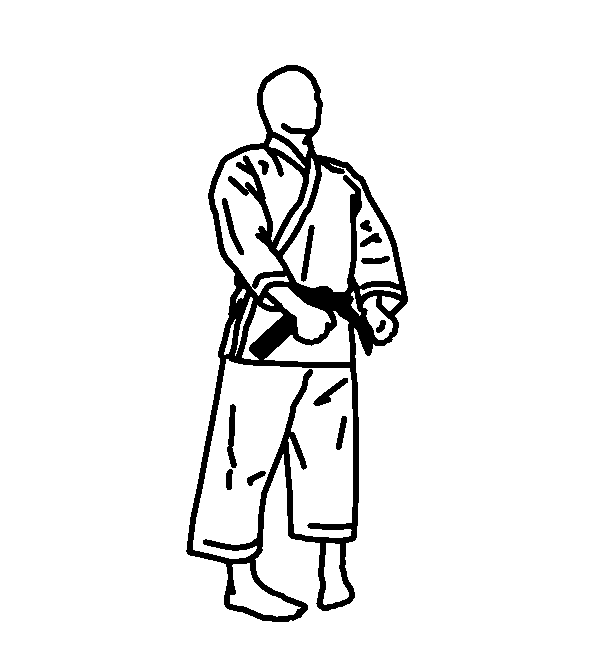
Uchi-hachiji-dachi

- Moro-ashi-dachi : idem que heiko-dachi, avec un pied avancé (dont le talon est juste en avant des orteils de l'autre pied)
- Renoji-dachi (レの字立, posture en レ) : pieds écartés de la largeur des épaules en profondeur, pied avant pointant devant, pied arrière à 90°
- Teji-dachi (丁字立, posture en T) : idem que renoji-dachi, mais les pieds sont perpendiculaires et l'axe du pied avant passe au milieu du pied arrière
- Tsuru-ashi-dachi (鶴足立, posture de la grue) : sur un pied, dos du pied dans le creux poplité (derrière) du genou de la jambe d'appui
- Sagi-ashi-dachi (鷺足立, posture du héron) : sur un pied, plante du pied appuyé sur le côté du genou de la jambe d'appui

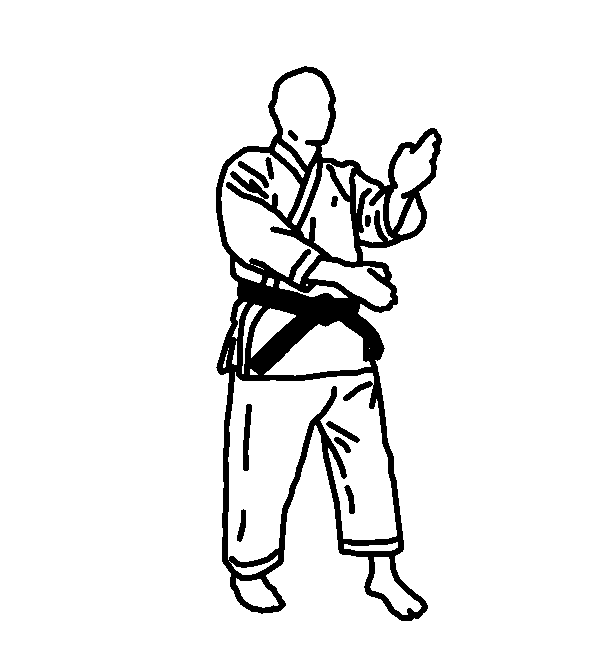
Moro-ashi-dachi
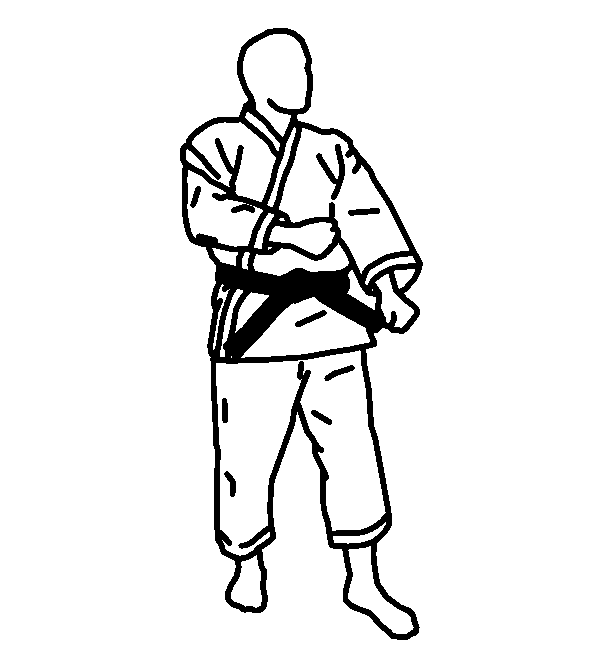
Renoji-dachi
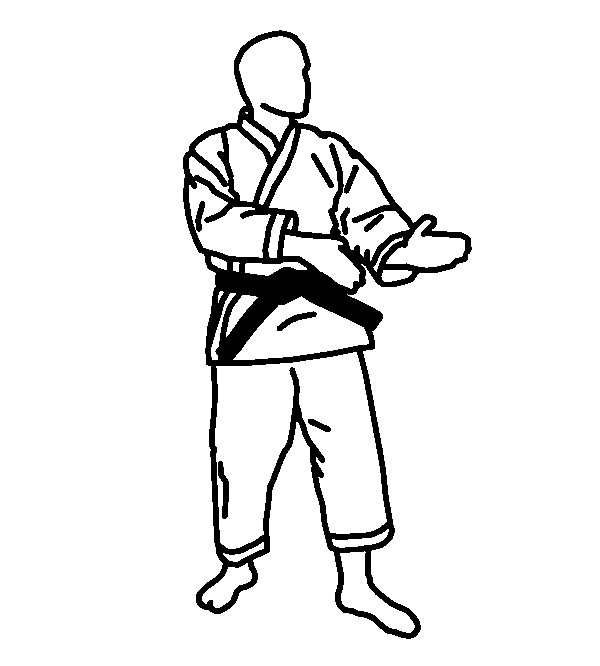
Teiji-dachi
Tsuru-ashi-dachi
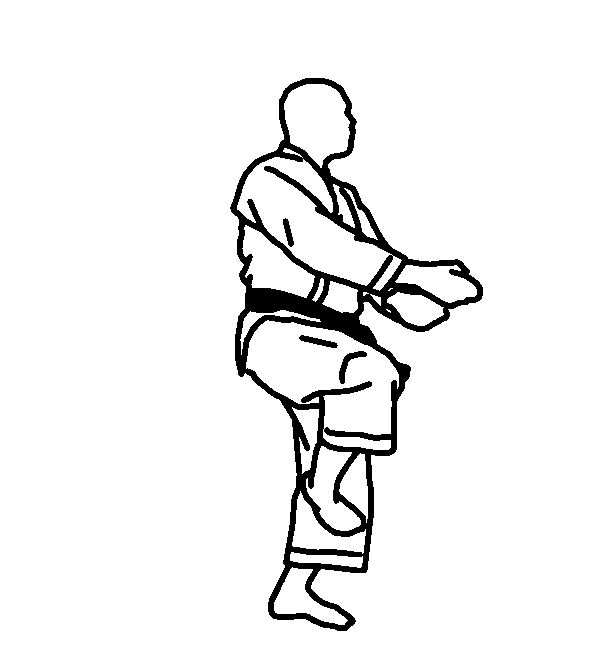
Sagi-ashi-dachi

### Postures intermédiaires
Les postures intermédiaires au karaté permettent d'avoir un centre de gravité plus bas et plus stable. Il peut s'agir de postures de combat, ou de postures de transition entre deux techniques.
Les principales postures intermédiaires sont,,,,, :
- Moto-dachi (基立, posture fondamentale) : pieds écartés de la largeur des épaules, parallèles entre eux et pivotés à 30° d'un côté, poids centré
- Kosa-dachi (交差立, posture croisée) : jambes croisées, pied arrière appuyé sur le koshi, genou arrière dans le creux du genou avant
- Sanchin-dachi (三戦立, posture des trois batailles) : position du sablier, pieds pivotés vers l'intérieur et genoux rentrés
- Hangetsu-dachi (半月立, posture de la demi-lune) : similaire à sanchin-dachi, en plus large
- Naihanchi-dachi (内歩進立) : pieds écartés d'une fois et demi la largeur des épaules, pivotés de 30° vers l'intérieur, poids centré

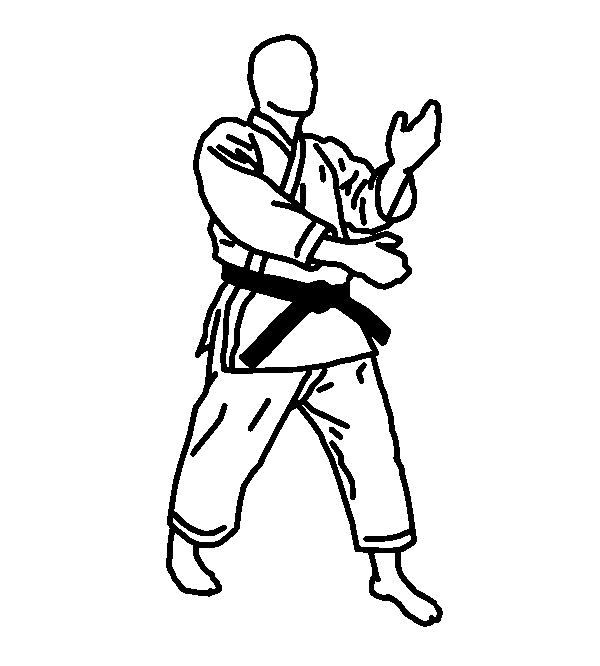
Moto-dachi
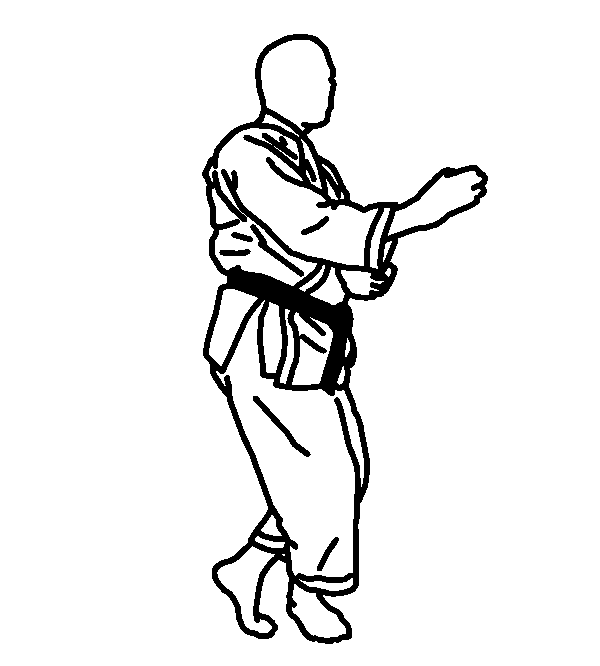
Kosa-dachi
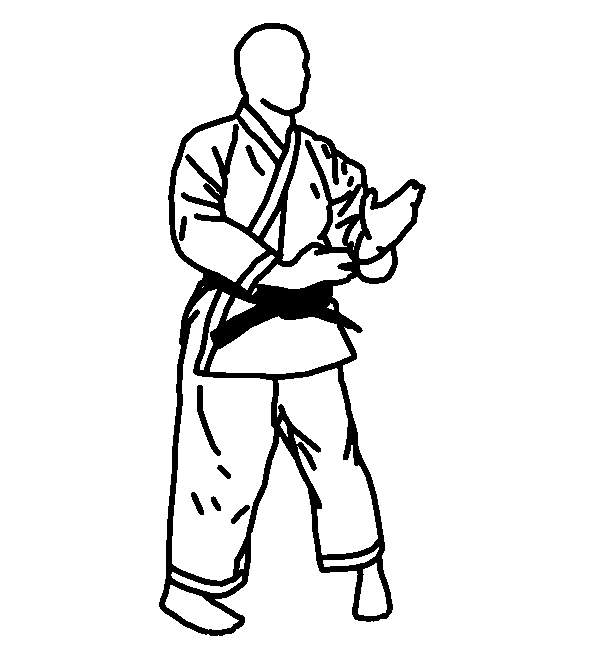
Sanchin-dachi
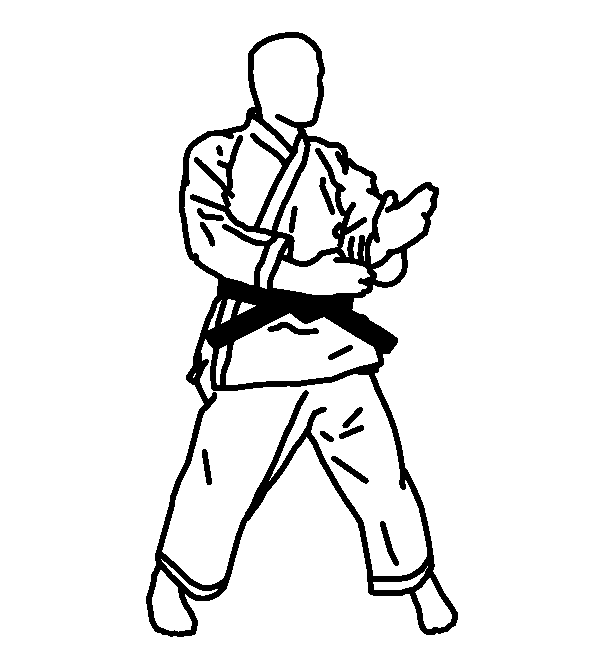
Hangetsu-dachi
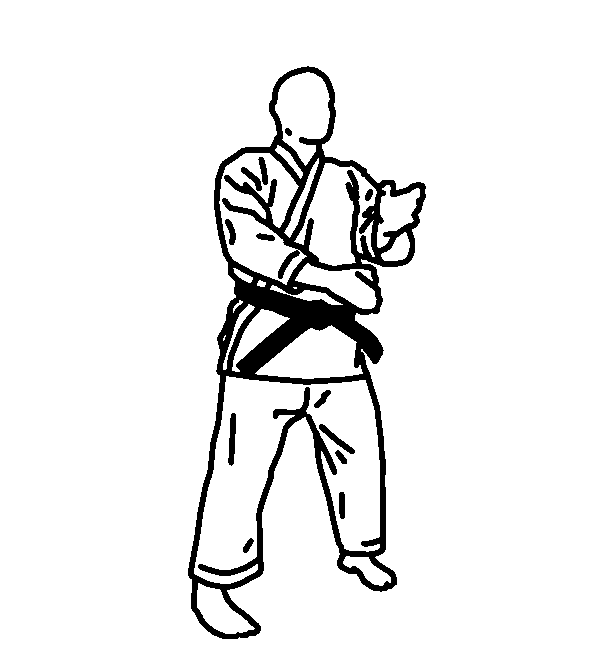
Naihanchi-dachi

### Postures basses
Les postures basses au karaté regroupent les postures les plus stables, qui sont souvent aussi les plus courantes dans les kata car elles permettent de travailler l'ancrage au sol et l'aspect martial.
Les principales postures basses sont,,,,, :
- Zenkutsu-dachi (前屈立, fente avant) : pieds écartés de la largeur du bassin, jambe avant fléchie à 90°, jambe arrière tendue
- Kōkutsu-dachi (後屈立, posture arrière) : poids sur la jambe arrière, pieds perpendiculaires et talons sur la même ligne,
- Fudo-dachi (不動立, posture enracinée) ou sōchin-dachi (壯鎭立) : les deux jambes fléchies, corps de 3/4 poids centré
- Neko-ashi-dachi (猫足立, posture du chat) : poids à 90% sur la jambe arrière pliée, pied avant sur le koshi

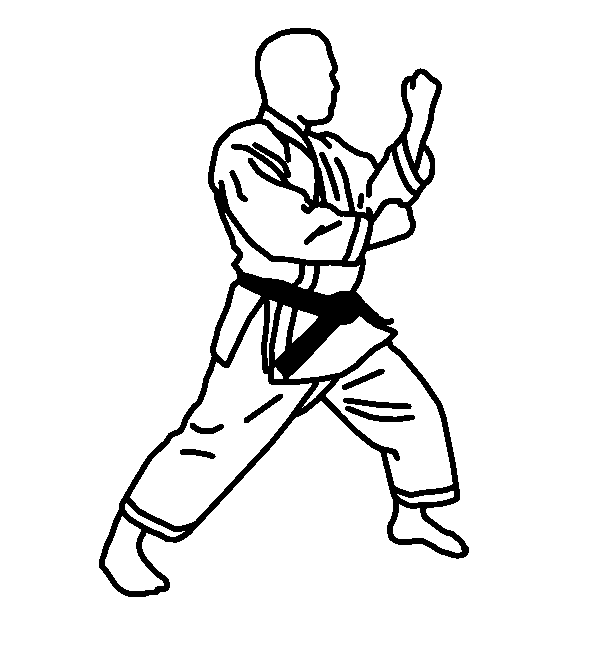
Zenkutsu-dachi
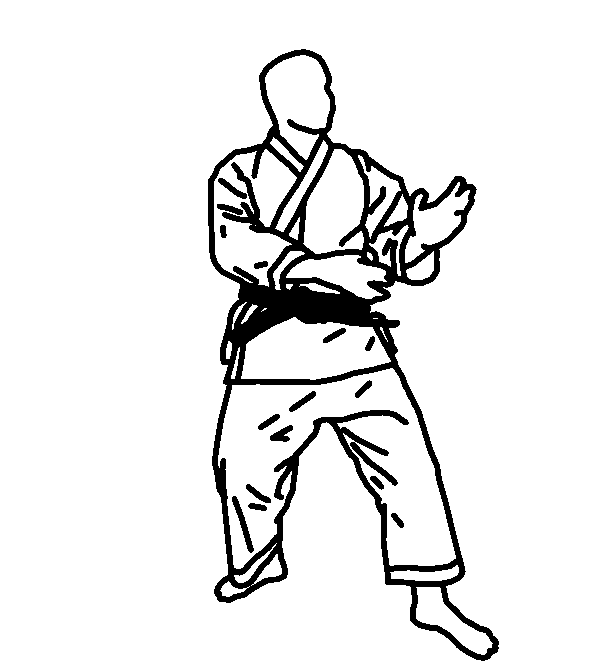
Kōkutsu-dachi
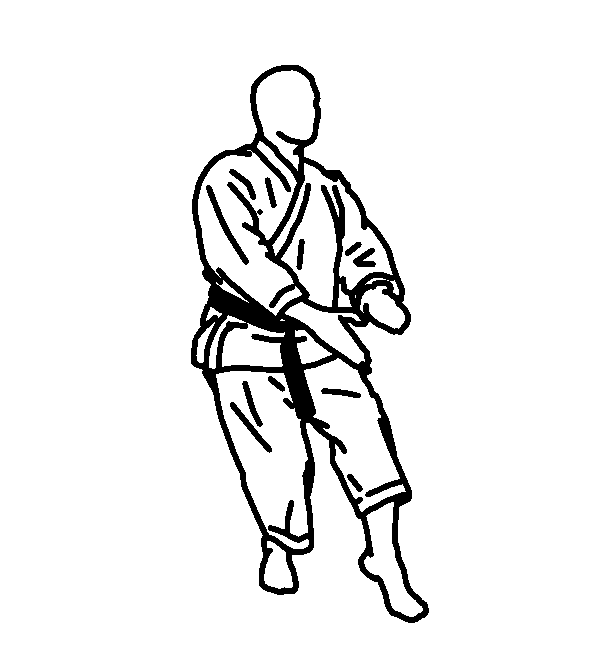
Neko-ashi-dachi

- Kiba-dachi (騎馬立, posture du cavalier) : pieds parallèles, jambes fléchies, corps de face
- Shiko-dachi (四股立, poturée carrée) : idem que kiba-dachi, mais avec les orteils pointés à 30° vers l'extérieur
- Seichan-dachi : idem que kiba-dachi, mais avec un pied avancé de 30cm et tourné à 45° vers l'intérieur
- Iaigoshi-dachi (居合腰立, posture agenouillée) : fente avant avec un genou à terre

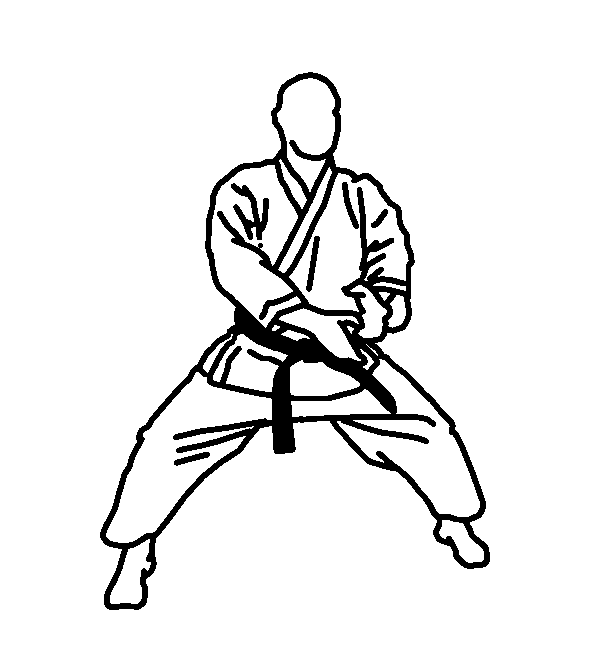
Kiba-dachi
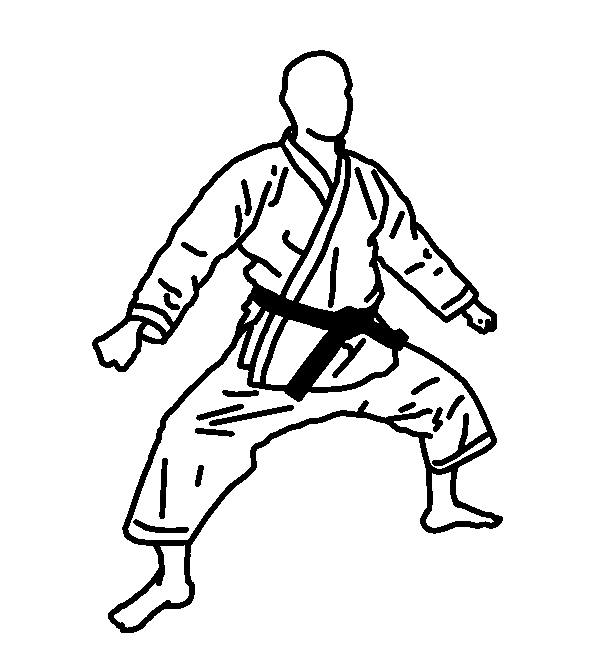
Shiko-dachi
Iaigoshi-dachi

## Aspects techniques

### Usage et choix des postures
Le choix de la posture permet de canaliser l'énergie (le kime) dans une direction donnée, rendant la technique d'autant plus efficace. 
Chaque posture a des usages différents : attaque, défense, esquive, etc. Par exemple, le zenkutsu-dachi est utilisé pour une attaque franche de l'adversaire, le kōkutsu-dachi est une position défensive, et le kiba-dachi peut servir pour les attaques latérales ou pour l'étude technique en statique. En combat (kumite), il faut régulièrement changer de posture pour ne pas ouvrir de faille pour l'adversaire. 
La plupart des postures sont communes aux différents styles de karaté, mais les détails d'exécution peuvent varier, et certaines postures sont plus courantes dans certains styles que dans d'autres. 

### Travail technique et physique
L'étude des différentes postures se fait via la pratique du kihon et des kata, pendant lesquels on pratique des postures basses, qui permettent d'acquérir force et stabilité. Le travail des postures est une recherche d'équilibre entre stabilité et mobilité, et vise à permettre de passer souplement de l'une à l'autre en fonction des besoins.  

« Toute position est un compromis entre force et souplesse, inertie et mouvement. »

— Roland Habersetzer
Concrètement, pour toute position, il faut :
- contracter la sangle abdominale pour connecter le haut et le bas du corps
- contracter l'intérieur des cuisses et les muscles fessiers pour que le bassin soit en rétroversion, et non cambré
- maintenir les pieds bien à plat (ne pas crisper les orteils) afin de maintenir l'adhérence au sol